# یواس‌اس کرامول (دی‌ئی-۱۰۱۴)
یواس‌اس کرامول (دی‌ئی-۱۰۱۴) (به انگلیسی: USS Cromwell (DE-1014)) یک کشتی بود که طول آن ۳۱۴ فوت ۶ اینچ (۹۵٫۸۶ متر) بود. این کشتی در سال ۱۹۵۴ ساخته شد.